# معامل حرارة ناتجة
يعبّر معامل الحرارة الناتجة (بالإنجليزية: Heat Release Parameter)‏ عن كمية الحرارة الناتجة عن عملية احتراق، وهو معامل لا وحدات له. ويعرف بأنه:
{\displaystyle \alpha ={\frac {T_{f}-T_{o}}{T_{f}}}}
حيث:
- {\displaystyle T_{f}} هي درجة الحرارة اللهب.
- {\displaystyle T_{o}} هي درجة حرارة الخليط الغير محترق.

في عمليات الاحتراق المثالية، يتراوح معامل الحرارة الناتجة بين{\displaystyle \alpha \sim 0.7-0.9}.